# Рэй, Джеймс Эрл
Джеймс Эрл Рей (англ. James Earl Ray; 10 марта 1928, Олтон, Иллинойс, США — 23 апреля 1998, Нашвилл, Теннесси, США) — американский преступник, известный как убийца американского баптистского проповедника, оратора и борца за гражданские права Мартина Лютера Кинга. Рэй родился в бедной семье и с юности занимался преступной деятельностью. Был приговорён судом к 99 годам заключения. Умер в тюрьме в 1998 году. Сомнения в виновности Рэя не утихают до сих пор. Рэй стал прототипом протагониста игры Manhunt Джеймса Эрл Кэша.

## Ранние годы
Рэй родился в бедной семье в городе Олтон, штат Иллинойс. Джеймс Эрл Рэй был старшим из девяти детей. Служил в американской армии в конце Второй мировой войны.
Был неоднократно судим. В 1949 году был впервые осуждён за кражу со взломом. В 1952 году получил 2 года тюрьмы за вооружённое ограбление водителя такси. В 1955 году осуждён на 3 года за кражу. В 1959 году осуждён на 20 лет за кражу 120 долларов. В 1967 году сбежал из заключения.

## Преступление и наказание
Мартин Лютер Кинг был застрелен в городе Мемфис (штат Теннесси) 4 апреля 1968 года. В тот момент Кинг стоял на балконе мотеля «Лоррейн», готовясь возглавить демонстрацию бастующих мусорщиков. Единственная пуля попала ему в нижнюю часть челюсти, повредив часть шеи так, что было видно позвоночник. Стреляли из меблированных комнат на другой стороне улицы. Спустя два месяца после убийства Кинга, 10 июня 1968 года, по обвинению в убийстве в Лондоне был арестован Джеймс Эрл Рэй.
После приговора Рэй утверждал, что его заставили подписать признательные показания, угрожая, что в противном случае он получит смертный приговор. Признавшись же в убийстве, он получил 99 лет тюрьмы. По его словам, за всем стоял некий загадочный Рауль, а сам Рэй нес лишь частичную ответственность за убийство, сам того не осознавая. Адвокат Рэя добился баллистической экспертизы ружья, из которого по версии обвинения было совершено убийство. И результаты этой экспертизы оказались неубедительными. По версии адвоката единственное, в чём был виновен Рэй, — это в покупке ружья для нелегального, как он думал, сбыта. Тем не менее Рэй разочаровался в своем адвокате, когда по его совету дал интервью журналу Плейбой и согласился на проверку на детекторе лжи. По показаниям детектора лжи, выходило, что Рэй врал, говоря, что не убивал Кинга, и говорил правду, утверждая, что не замешан ни в каких заговорах. Между тем  выяснилось,что адвокат Рэя получил от журнала «Плейбой» 11 тысяч долларов. Узнав об этом, Рэй уволил адвоката и нанял другого.
10 июня 1977 года семеро заключённых вместе с Рэем бежали из тюрьмы штата Теннесси «Браши Маунтин» (в Петрос, штат Теннесси). 13 июня они были схвачены К сроку заключения Рэя был добавлен год, таким образом срок составил цельную сотню лет.
Джеймс Эрл Рэй скончался 23 апреля 1998 года в мемориальном госпитале Нэшвилла в возрасте 70 лет. Он давно страдал от неизлечимой болезни печени и в последние два года не раз был близок к смерти. Кончина Рэя, как ни странно, повергла в траур не только его собственных родных, но и вдову и детей Мартина Лютера Кинга. «Это трагедия не только для мистера Рэя и его семьи, но и для всей нации, — считает Коретта Скотт Кинг. — Никогда для Америки не наступит день нового процесса по делу Рэя, процесса, который мог бы открыть тайну этого убийства и установить факт невиновности Рэя». Под этим заявлением подписались и трое детей убитого: Мартин Лютер Кинг III (ему в год смерти отца было десять), Декстер, которому тогда исполнилось семь, и самая младшая, преподобная Бернис Кинг.